# 趙禼
趙禼 （1026年—1090年），字公才，邛州依政縣（今四川成都邛崍市）人，北宋政治人物、將領。

## 生平
趙禼最初以進士為汾州司法參軍，郭逵任陝西宣撫使時為其幕僚，辟掌機宜文字。种諤擅自收容綏州降人數萬，朝廷以其生事，欲誅之，將此地歸還西夏並遣返降人，趙禼上疏說：“种諤無名興舉，死有餘責。若將改而還之，彼能聽順而亡絕約之心乎？不若諭以彼眾餓殍，投死中國，邊臣雖擅納，實無所利，特以往年俘我蘇立、景詢輩爾。可遣詢等來，與降人交歸，各遵紀律，而疆場寧矣。如其蔽而不遣，則我留橫山之眾，未為失也。”
後跟隨郭逵至鄜延路，為郭逵的移書執政，建議存綏州以張兵勢，先規度大理河，建堡砦，畫稼穡之地三十里，以處降者。若棄綏州不守，則無以安新附之眾。援种世衡招蕃兵部敵屯青澗城故事。他的建議得到朝廷的採納，赦免降人數萬名為東部屏障。
熙寧初年，西夏人誘殺保安軍楊定等，獻李崇貴、韓道喜以求和。朝廷欲官其任事之酋，鐫歲賜以為俸給，因使納塞門砦、安遠砦而還綏州。趙禼上書稱綏州是軍事重地，應該增強防備；且降人二萬名以深入北宋之地，不可無備。宋神宗認為有道理，任命他為集賢校理。
西夏侵犯環慶路，後復來賀正。趙禼建議邊吏離間其心腹，以招橫山之眾，來達到“不戰而屈人之兵”的效果。遷提點陝西刑獄。韓絳宣撫陝西，以河東兵西征西夏。趙禼認為當地缺乏水草、又無險阻，貿然出兵非常危險；建議韓絳以兵威迫使附近山界人戶歸順。韓絳欲攻取橫山，採納种諤的計策，建立囉兀城，以趙禼權任宣撫判官。种諤率河東兵會銀川，規以後期斬將。趙禼命令种諤自往中路迎東兵。种諤懼違節制，乃不敢逞。加直龍圖閣、知延州。
西夏多次欲款塞，經常虛張聲勢動搖邊境。趙禼獻計，遣裨將曲珍、呂真以兵千人分巡東西路。時西夏以四萬大軍欲從間道攻取綏州，途中與這支宋軍相遇，大敗而走。西夏自失去綏州以後多次欲與北宋劃界，希望歸還綏州。翌年，在趙禼的建議下，宋神宗在綏州建綏德城。
熙寧九年（1076年），交趾（即越南李朝）侵犯邊境，趙禼被任命為安南行營經略招討使，以中官李憲為副將，率領九名大將前往征討。趙禼與李憲不和，建議罷免李憲。宋神宗問可代者，趙禼推薦老將郭逵，於是以郭逵為宣撫使，趙禼副之。但在戰場上，郭逵與趙禼意見多有不同。趙禼認為在未發兵之前應該先撫輯兩江峒丁，擇壯勇啖以利，使招徠攜貳，隳其腹心，然後在出兵征討，但郭逵不聽。趙禼又建議派人敕諭交趾，又遭郭逵拒絕。郭逵遣燕達先抵廣源州，復還永平寨。趙禼認為廣源州距離交趾首都昇龍（今越南河內）不過十二驛，應該出其不意三路並進突襲之，必能得勝。但多次勸諫，郭逵始終不聽。李軍在富良江（今紅河）佈置了戰船數百艘，宋軍不能渡河。趙禼分遣兵將製造投石機攻打，斬首數千級。此後郭逵因擅自議和而被貶官，趙禼亦遭牽連，降為直龍圖閣、知桂州。後復天章閣待制、權三司使。
時西夏軍隊五路並進侵犯邊境，宋神宗任命趙禼為河東轉運使，率領降卒赴鄜延路給种諤軍提供糧餉。种諤抵罪，趙禼又坐餽免不給，降知相州。既而降職知淮陽軍，數月後盡復原職。
知慶州時，羌移名昌詭稱送幣，將要侵犯邊境。趙禼將蕃主白信釋放，約定期限與其相會，將其逮捕。翌年西夏與攻取新壘，大量建造攻城器械。趙禼獻拖垮西夏之計。西夏入侵蘭州之時，趙禼遣曲珍防禦，在鹽韋擊敗西夏軍。西夏拽厥嵬名嘉勒宿兵於賀蘭原，經常騷擾邊境，趙禼遣李照甫、蕃官歸仁各將兵三千左右分擊，耿端彥兵四千趨賀蘭原，大破西夏，生擒嵬名嘉勒。遷龍圖閣直學士。
元祐初，梁乙埋率西夏兵數度騷擾邊境。趙禼認為西夏即將入侵，傳檄西路將劉安、李儀，要求在西夏入侵的時候以輕兵突襲西夏境內。果然西夏侵犯邊境，劉安、李儀便突襲洪州，大破西夏軍，迫使西夏議和。但梁乙埋不甘失敗，以重兵壓境。趙禼遣使詰之，西夏便退兵歸國。遣樞密直學士。趙禼遣使贈送給梁乙埋戰袍、錦綵，又使用離間計讓西夏人殺死了梁乙埋。
1090年（元祐五年），拜端明殿學士，遷太中大夫。西夏遣使請求劃界，宋哲宗從趙禼之議，歸還葭蘆、米脂、浮屠、安疆四砦給西夏。但西夏仍不滿，隨後又侵犯涇原路。同年趙禼病死，年六十五，追贈光祿大夫。
1097年（紹聖四年），章惇追劾趙禼參與元祐棄地之議，將其歸為舊黨。

## 延伸阅读
[在维基数据编辑]
 《宋史·卷332》，出自脱脱《宋史》